# Ren Zhiqiang
Ren Zhiqiang (nascido em 8 de março de 1951) é um magnata chinês do setor imobiliário e blogueiro no Sina Weibo com mais de 37 milhões de seguidores.  Apelidado de "Big Cannon Ren", ele é conhecido por suas críticas francas ao Partido Comunista Chinês (PCC).  Ele desapareceu em 12 de março de 2020 depois de criticar o secretário-geral do PCC, Xi Jinping, como um "palhaço" pela forma como a China lidou com a resposta à pandemia de COVID-19.   Em setembro de 2020, foi condenado a dezoito anos de prisão por acusações de corrupção, após um julgamento de um dia.  

## Críticas ao Partido Comunista
Ren é conhecido por suas críticas ao Partido Comunista e às políticas governamentais.  Como magnata imobiliário com opiniões francas, ele foi chamado de “Donald Trump da China”.  No dia 7 de maio de 2010, um manifestante atirou-lhe um sapato. Em novembro de 2013, ele ameaçou processar a emissora estatal China Central Television (CCTV) depois que ela informou que a Huayuan Real Estate devia 54,9 bilhões de yuans em impostos não pagos e, em janeiro de 2014, referiu-se à CCTV como "o porco mais burro do mundo".  Em setembro de 2015, ele causou polêmica online na China com uma postagem no Weibo criticando a Liga da Juventude Comunista da China, a ala jovem do Partido Comunista. 

## Acusação
Em um ensaio de fevereiro de 2020, Ren criticou um discurso proferido por Xi Jinping sobre a pandemia do coronavírus, no qual Ren "...viu não um imperador parado ali exibindo suas 'roupas novas', mas um palhaço despido que insistia em continuar sendo imperador".   Ele disse que a falta de liberdade de imprensa e de expressão atrasou a resposta oficial à pandemia, agravando o seu impacto. 
Em 7 de abril de 2020, a Comissão Central de Inspeção Disciplinar do PCC anunciou que Ren estava sendo investigado por supostas "graves violações da lei e da disciplina".  
Em 23 de julho de 2020, foi expulso do Partido Comunista Chinês, abrindo caminho para seu processo criminal.  Em 22 de Setembro de 2020, após um julgamento de um dia, um tribunal chinês condenou Ren a 18 anos de prisão por acusações de corrupção. 